# Neuärgerniß
Neuärgerniß ist ein Ortsteil von Langenwetzendorf im Landkreis Greiz in Thüringen.

## Lage
Neuärgerniß liegt im Westen der Gemeinde Langenwetzendorf in einer Waldschneise an der Bundesstraße 94. Östlicher Nachbar ist Göttendorf. Die Gemarkung befindet sich im Thüringer Schiefergebirge. Südlich von Neuärgerniß liegt das Naturschutzgebiet Pöllwitzer Wald.

## Geschichte
Neuärgerniß wurde am 10. März 1727 erstmals urkundlich erwähnt.
Der Waldreichtum war auch in Neuärgerniß für die Ortsgründung bestimmend, zunächst wurde ein Forsthaus erbaut, das sich im Herrschaftsbereich der Reußen (ältere Linie) befand. Die fürstliche Verwaltung ordnete 1734 bei einem Besuch die Einrichtung eines Gestütes an, um die entstehenden Rodungsflächen sinnvoll zu bewirtschaften. Das von Holzfällern geschlagene Holz konnte vor Ort nicht verwertet werden, die Stämme wurden am Ufer der Triebes gestapelt und als Floßholz nach Gera verfrachtet. Der Geraer Fürst sprach von einem «Neuen Ärgerniß» – womit der ungewöhnliche Ortsname gedeutet wird. Neben dem Lagerplatz wurde ein Kammergut erbaut, die kaum 50 Hektar umfassende landwirtschaftliche Nutzfläche und der Ertrag der Böden waren jedoch gering. Im Dorf wurde 1851 ein Straßengasthof, das Waldschlößchen eröffnet, dort befand sich im Straßenverlauf ein Chauseehaus als Mauteinnahmestelle. Die entlang der Zufahrtsstraße errichteten Wohnhäuser für die etwa 20 Familien von Landarbeitern enthielten im Erdgeschoss auch jeweils einen Arbeitsraum, in dem ein Webstuhl zu finden war, im Jahr 1870 wurden 21 Leineweber in Neuärgerniß gezählt.